# Anne McGinty
Anne McGinty (* 29. Juni 1945 in Findley, US-Bundesstaat Ohio) ist eine US-amerikanische Komponistin, Dirigentin und Verlegerin.

## Leben
Ihr Studium absolvierte sie an der Ohio State University, Columbus bei Donald McGinnis und Flöte, Musiktheorie bei Bernard Goldberg und Komposition bei Joseph Willcox Jenkins an der Duquesne University, in Pittsburgh, US-Bundesstaat Pennsylvania. An der Duquesne University erlangte sie auch den Bachelor of Music mit dem Prädikat summa cum Laude und den Master of Music. Sie ist Mitglied der American Society of Composers, Authors and Publishers (ASCAP) sowie der National Flute Association (NFA). Nach dem Studium sammelte sie Orchestererfahrung als Solo-Flötistin beim Tucson Symphony Orchestra, dem Tucson Pops Orchestra sowie dem TSO Woodwind Quintet im US-Bundesstaat Arizona. Sehr oft trat sie als Solistin auf und betätigte sich als Leiterin von Workshops für ihr Instrument. Sie war auch als Flöten-Lehrerin tätig, gab Flötenunterricht und veranstaltete Vorlesungen über Kammermusik für geistig Behinderte ebenso wie für das Royal American Regiment Fife and Drum Corps. Auch als Verfasserin in Magazinen tat sie sich hervor, so u. a. als Kolumnistin in The School Musician, im NFA-Newsletter und anderen Magazinen. Eine Zeit lang war sie in einem renommierten Verlagshaus verantwortlich für Ausgaben der Musik für Holzblasinstrumente und gab dort erstmals Werke für Flöten-Ensemble heraus.
Sie ist verheiratet mit dem Komponisten John Edmondson, mit dem sie seit 1987 in Scottsdale einen Eigenverlag Queenwood Publications für Blasmusik betreibt. 2002 wurde dieser Verlag an die Neil A. Kjos Music Company verkauft.
Als Komponistin fühlt sie sich natürlich auch ihrem Instrument sehr verbunden. Oftmals findet sich in ihrem Œuvre ein Werk mit Solo-Flöte oder gar ein Stück für Flöten-Ensemble. Sie war die erste Komponistin, die ein Werk für die United States Army Band im Jahr 2000 mit dem Titel Hall Of Heroes schrieb. Auch für die United States Military Academy in West Point schrieb sie ein Werk mit dem Titel To Keep Thine Honor Bright.

## Werke

### Werke für Blasorchester
- 1979 Variations and Theme für Flöte und Blasorchester
- 1981 Encomium
- 1982 Three Greec Dances
- 1983 Divertissement
- 1983 Hyberion Overture
- 1983 Passacaglia
- 1984 A Jubilant Tribut
- 1984/1985 A European Christmas
- 1984 Music for a Celebration
- 1984 Prometheus Overture
- 1984 Triumphal Overture
- 1985 Choral and Canon
- 1985 Clarinet Concertante
- 1985 Discovery Overture
- 1985 Monticello Overture
- 1985 Norwegian Folk Fantasy
- 1986 A Scottish Salute
- 1986 Amberwood Overture
- 1986 American Folk Festival
- 1986 Christmas Collage
- 1986 Crown Point Celebration
- 1986 Sounding Success
- 1986 Syntonos
- 1986 Testimonium
- 1986 The Challenger
- 2005 Pinnacle Overture
- 2005 Riversong

### Undatierte Werke
- A Symphonic Celebration
- Actium
- Alden Bridge Overture
- All the Pretty Little Horses
- Allegheny Overture
- American Folk Trilogy
- American Rhapsody
- Amphion
- An Echo of the Infinite
- And the Heart replies
- Arlington Overture
- Armstrong's March A description of Colonel John Armstrong's march in 1756
- Asheville Overture
- Athenian Festival
- Atlantica
- Bandtasia
- Bumblebee Blues
- Castle Hill Overture
- Centennium
- Chant Fantastique
- Charterpoint
- Chatterbox
- Chorale Prelude
- Choros
- Circles of Stones
- Clouds
- Cyclorama
- Dances in the Wind
- Dark of the Moon
- Diamond Ridge March
- Diversions (An Overture)
- Echoes
- Emerald Point Overture
- English Folk Fantasy
- Falling Branch
- Fanfare and Fugue
- Foxwood Overture
- Genesis
- Green Mountain Rhapsody
- Greensleeves Fantasie
- Hieroglyphs (Scenes from the Nile)
- Hoosier Pride (Concert March)
- Imperial Overture
- Kachina: Chant and Spirit Dance
- Kaleidos
- Kiva: Rituals and Ceremonies
- Legend of the Eagle
- Mohawk Trail
- Motivations
- Neon
- On the Crest of the Wave
- Once to every Man and Nation
- Pell's Point
- Phoenix Overture
- Prelude & Dance
- Prelude to a Festival
- Queenwood Overture
- Rainbow Bridge
- Rhapsody for Solo-Clarinet and Concert Band
- Red Rock Canyon
- Sea Song Trilogy
- Shiperd's Dream in memoriam John Jay Shipherd
- Somerset Overture
- Song of the Flute
- Songs of Israel
- Spectrum
- Spirals
- Stonecrest Overture
- Suite Modale
  1. Allegro ritmico
  2. Flowing
  3. Allegro con brio
- Synchronism No. 1
- The Red Balloon
- The Sun-God Ceremony
- Tientikos
- Tis a Gift
- Triton
- Westwind Overture
- Windsor Overture